# کوزاکلی
کوزاکلی (به ترکی استانبولی: Kozaklı) شهری است در کشور ترکیه که در استان نوشهر واقع شده‌است. جمعیت این شهر بر اساس سرشماری سال ۲۰۰۸ میلادی ۷٬۰۶۵ نفر و بر اساس برآوردهای سال ۲۰۰۹ میلادی ۷٬۳۵۹ نفر می‌باشد.